# Босак Микола Володимирович
Мико́ла Володи́мирович Босак (26 травня 1948, Підставки—8 листопада 2018) — прозаїк.

## Життєпис
Народився 26 травня 1948 р. в с. Підставки на Черкащині.
Закінчив факультет журналістики Львівського університету. Працює в Національній радіокомпанії України.

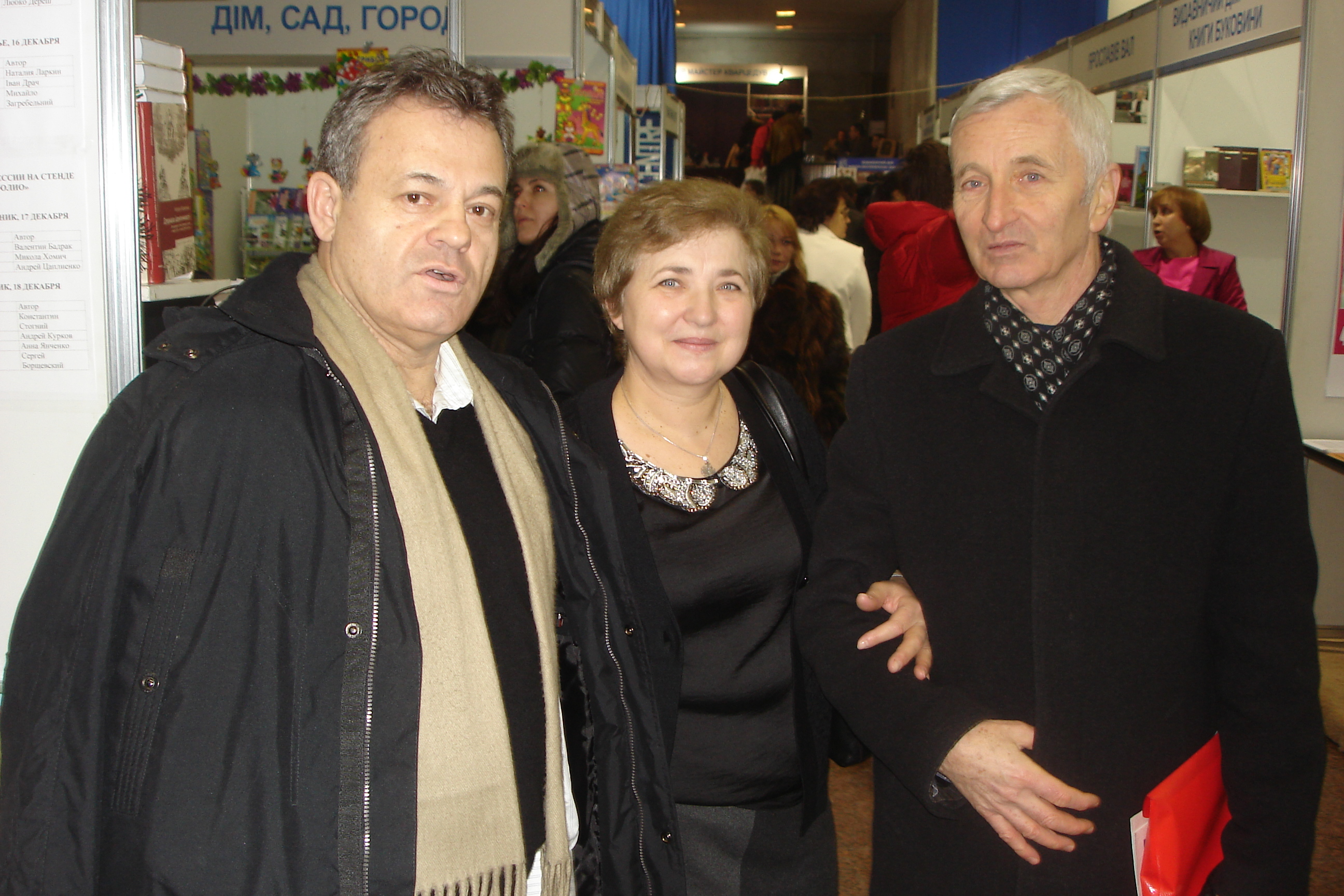
Митці Степан Фіцич, Зірка Мензатюк та Микола Босак (праворуч) на Міжнародній книжковій ярмарці-виставці (2012)

Автор книжок «Кришталевий журавлик», «Рушники вишивають не всім», «Планета Диканька».
Лауреат Всеукраїнського конкурсу політичної сатири «Золота ратиця — 2003».
Дослідник творчості і біографії Миколи Гоголя.